# اپتاپیرون
اپتاپیرون (انگلیسی: Eptapirone) یک آگونیست کامل گیرنده 5-HT1A بسیار قوی و بسیار انتخابی از خانواده آزاپیرون است.